# Dennis (Texas)
Dennis es una ciudad ubicada en el condado de Parker en el estado estadounidense de Texas. En el Censo de 2020 tenía una población de 727 habitantes y una densidad poblacional de 182,66 habitantes por km². Fue incluido como CDP en el censo de 2020, y obtuvo el estatus de ciudad el 20 de septiembre de 2022.

## Geografía
Dennis se encuentra ubicada en las coordenadas 32°36′21″N 97°56′9″O / 32.60583, -97.93583. Según la Oficina del Censo de los Estados Unidos,  tiene una superficie total de 3,98 km², de la cual 3,88 km² corresponden a tierra firme y 0,10 km² a agua.